# Pycreus lancelotii
Pycreus lancelotii là loài thực vật có hoa trong họ Cói. Loài này được S.M.Almeida miêu tả khoa học đầu tiên năm 1986.